# Johann Ernst Plamann
Johann Ernst Plamann (* 22. Juni 1771 in Repzin in der Neumark; † 3. September 1834 in Berlin) war ein deutscher Reformpädagoge. Er war Begründer der Plamannschen Erziehungsanstalt.

## Leben
Johann Ernst Plamann begann seine schulische Laufbahn in der königlichen Realschule und besuchte dann das Joachimsthal’sche Gymnasium.
1790 konnte er dann in Halle Theologie studieren, was er bis 1793 auch tat.
1797 ist er wieder in Berlin und unterrichtet an Privatschulen. Auf Anregung des Dichters Tiedge las er Pestalozzis Schriften und entschloss sich, ihn in Burgdorf in der Schweiz zu besuchen. Am 8. Mai 1803 reiste er mit geliehenem Geld zu Pestalozzi, der ihn freundlich empfing. Er war von Pestalozzis Methodik begeistert und gleich nach seiner Rückkehr Ende 1803 beantragte er eine Lizenz, die er auch erhielt. Es dauerte noch bis 1805, bis er die Schule eröffnen konnte.
1812 wurde die Schule in eine Erziehungsanstalt umgewidmet. Viele bekannte Persönlichkeiten waren hier als Lehrer tätig:
Friedrich Friesen, Friedrich Ludwig Jahn, Wilhelm Harnisch, Karl August Gottlieb Dreist, Ernst Wilhelm Bernhard Eiselen, Karl Friedrich Klöden, Friedrich Fröbel, Ernst Ferdinand August (1795–1870) und andere.
Für seine erfolgreiche Arbeit wurde ihm am 8. Mai 1818 das Prädikat Professor verliehen. Ab hier schon begann der Abstieg, die Karlsbader Beschlüsse sorgten für einen immer stärkeren Druck, und der von Existenzängsten um die Anstalt geplagte Planmann war überfordert, gute Pädagogen gingen oder wurden gar ins Gefängnis geworfen (Jahn). Auch die Gesundheit vom Planmann litt.
So musste er 1827 seine Anstalt letztlich doch schließen. Er machte zahlreiche Kuren, um wieder zu genesen und starb am 3. September 1834. Er wurde auf dem Dreifaltigkeitskirchhof II begraben. Das Grab ist nicht erhalten.
Planmann war verheiratet. Die Ehe blieb kinderlos.

## Werke
- Anordnung des Unterrichts für die Pestalozzische Knabenschule in Berlin Digitalisat